# Šalanky
Šalanky (ukrajinsky Шала́нки, maďarsky Salánk) je vesnice ve Vylocké vesnické komunitě v beherovském okrese Zakarpatské oblasti Ukrajiny. Přes Šalanky vede železniční trať (úzkokolejka) – Boržavská hospodářská dráha. V roce 2001 zde žilo 3110 obyvatel, z toho 89,61 % obyvatel maďarské národnosti.

## Místní části
- Hora, ukrajinsky Гора, byla zmińována již v 2. polovině 15. století.

## Historie
V 17. a 18. století měly Šalanky statut městečka a používaly vlastní erb: na červeném pozadí — stříbrná vlčí čelist se třemi zuby (erb rodu sedmihradských knížat Bathory (Batory), spjatých s historií Šalanek). Historie obce je úzce spjata s Františkem II. Rákóczim, který zde v roce 1711 uspořádal svůj poslední sněm, někde na vrchu Helmek. František II. Rákóczi ve dnech 17. a 18. února 1711 uspořádal v paláci Šalanky poslední setkání se svými poradci. V roce 1717 byl palác vydrancován a zničen krymskými Tatary, kteří vtrhli do vesnice.
Do Trianonské smlouvy byla obec součástí Uherska, poté byla součástí Československa. Za první československé republiky zde byl obecní notariát, četnická stanice a poštovní úřad. V důsledku první vídeňské arbitráže byly Šalanky v letech 1938 až 1945 součástí Maďarského království. Od roku 1945 byly součástí Ukrajinské sovětské socialistické republiky, která byla součástí SSSR. Od roku 1991 jsou součástí nezávislé Ukrajiny.

## Pamětihodnosti
- Kostel ze 14. století, ukrajinská národní kulturní památka[3][4]